# Ricardo Bordallo
 (juin 2019).
Si vous disposez d'ouvrages ou d'articles de référence ou si vous connaissez des sites web de qualité traitant du thème abordé ici, merci de compléter l'article en donnant les références utiles à sa vérifiabilité et en les liant à la section « Notes et références ».
Ricardo Jerome Bordallo dit Ricky Bordallo (11 décembre 1927 - 31 janvier 1990) est un homme politique démocrate de Guam, qui fut gouverneur de Guam à deux reprises entre 1975 et 1987.

## Biographie
En février 1987, il fut condamné pour corruption à neuf ans de prison et 100 000 $ d'amende; en août 1988 seules les charges d’obstruction et de subornation de témoins furent retenues, pour lesquelles il fut condamné à quatre ans de prison le 13 décembre 1989. Le 31 janvier 1990, quelques heures avant d'être extradé vers une prison fédérale en Californie, Ricardo Bordallo mit fin à ses jours en se tirant une balle dans la tête, après s'être enveloppé du drapeau de Guam et s'être attaché à la statue de Chief Kepuha, à Hagåtña. Sa veuve, Madeleine Bordallo, a été lieutenant-gouverneur de Guam de 1995 à 2003, puis déléguée à la Chambre des représentants pour Guam à partir de 2003.